# Socalchemmis shantzi
Espèce
Socalchemmis shantzi est une espèce d'araignées aranéomorphes de la famille des Zoropsidae.

## Distribution
Cette espèce est endémique de Californie aux États-Unis,. Elle se rencontre dans les comtés de Santa Barbara et de Ventura.

## Description
Le mâle holotype mesure 8,5 mm et la femelle 11,5 mm.

## Étymologie
Cette espèce est nommée en l'honneur de Homer LeRoy Shantz.

## Publication originale
- Platnick & Ubick, 2001 : A revision of the North American spiders of the new genus Socalchemmis (Araneae, Tengellidae). American Museum novitates, no 3339, p. 1-25 (texte intégral).